# 遊魂2 -you're the only one-
《遊魂2 -you're the only one-》是Lump of Sugar製作並在2016年9月23日發售的戀愛冒險類型成人遊戲，2016年12月9日由HIKARI FIELD在Steam平台發售全年齡中文版。讲述了主角后续故事Fan disc《遊魂2 -After Stories-》（日语：タユタマ2 -After Stories-）2017年4月28日發售。2018年7月29日，本作的PlayStation Vita和PlayStation 4版由ENTERGRAM发售。
本作的消息在2015年公布，是Lump of Sugar成立10周年紀念企劃的作品之一，其作为《遊魂 -Kiss on my Deity-》的續作講述了發生在前作50年後，离开福利院生活在矢古民町的草壁空探索人与具有神通力的生命“太转依”共存方式的故事。為了實現更多開發中的想法，Lump of Sugar以推遲4個月發售的方式延长開發用時。遊戲發售後登上了各大銷量榜單，評論者對於美術方面給出了普遍好評，但亦指出了劇情上的不足之處。

## 系統
（若无特别说明）

《游魂2 -you're the only one-》的书签系统。图片表示玩家可以阅读角色泉户琥珀、西条绯文、汤之花菜乃和泉户真白分支路线的剧情。

《遊魂2》採取戀愛冒險的遊玩方式，玩家以本作男主角草壁空或泉戶裕理的视角阅读大部分游戏故事，偶尔也会以第三人称视角阅读发生在两位男主均不在场时的故事。玩家在遊玩時基本上都需閱覽屏幕上所顯示的文本和聆聽對話，用以了解故事情節和人物之間的對話。聲音和文字會與人物立繪、背景圖片结合而成的画面，或是代替前者的CG一同出現，以表示男主角跟誰對話。游戏允许玩家在游戏过程中保存或加载游戏进度、查看对话历史记录、浏览立绘、CG和部分场景等。
本作及其Fan disc擁有多條劇情分支路線，每條路線的结局皆有所不同，玩家的選擇最終會影響進入哪條路線从而影響结局。遊戲需要玩家做出選擇時，對話框的下一段文本在做出選擇前並不能夠顯示。在《遊魂2 -you're the only one-》中，玩家在序章後需要閱讀几個共通章節，遊戲會根據玩家在每個章節預設的段落中選擇關於男主角行為的選項，在書籤系統中显示該章節中好感度最高的角色。完成所有的共通章節後，遊戲根據各女主角獲得的最高好感度數量，在書籤系統中顯示開放的個人路線，玩家需要調整各章選項來開啟當前無法進入的個人路線。《遊魂2 -After Stories-》則無書籤系統，玩家需要反覆載入選項頁面並選擇不同的選項，來進入不同的角色線路，每完成一條角色線路，遊戲便會開放該角色的附加故事供玩家閱讀。
玩家從頭開始遊玩《遊魂2 -you're the only one-》時，能夠以草壁空視角攻略泉戶琥珀、西條緋文、湯之花菜乃三名女主角。通过這三名主角的路線後，遊戲會開放泉戶裕理視角下泉戶真白的線路。

## 情节

### 设定
在遊魂系列的世界观中，天地间流转着维持天命轮回的神气，并存在于每个生命中，操纵神气的超能力被称为“神通力”。太转依是不需要肉体、只凭借灵魂就能通过摄取神气强化自身的虚构生物，他们可以通过消耗神气使自己具有实体甚至化成人形。在《遊魂 -Kiss on my Deity-》故事开始的500年前，八衢景玄与太转依中最有实力的绮久罗美守昆卖，将太转依封印在了苇原町，直到故事开始不久封印被打破。《遊魂2 -you're the only one-》的故事发生在封印解除的50年后，此前由绮久罗美守昆卖转生而来的泉户真白，带着具有克制太转依能力“退魔灵能”的八衢家后代泉戶裕理，击败了太转依中的“三强”，政府则在故事开始的30年前向大众公布了太转依的存在。故事的舞台设定在鹰千帆市西侧的山间小镇矢古民町，此处因为神气量位居日本国内前列而被泉户夫妇看中，他们架设结界并联合乡贤西条穰一郎，让小镇成为了人与太转依共存的典范，并在这里收养了由太轉依化成的女儿琥珀。

### 故事
鹰千帆学院学生草壁空在读2年级的时候，因为放学后在公园调解人与太转依之间的矛盾，被路过的泉户琥珀注意到。琥珀认为他的行为符合自己追求的共存理念，便带着他来到小镇的八衢神社分社并向他求婚。草壁空受宠若惊，不过他还是在与同班同学西条緋文交流后，听从泉户家的想法搬进八衢神社居住。随后空按照琥珀的习惯和她一起巡视小镇时，遇见了正在治疗太转依的同班同学湯之花菜乃，她持有的“尊重太转依的选择”观念与泉户一家的想法相反。这件事引发了空和琥珀的思考，不过他们还是和绯文一同尝试与菜乃交往，陪伴菜乃的太转依龙子得知此事后开始阻拦他们，草壁空便前去菜乃住处拜访。不久小镇发生了太转依袭击人类的事件，空与琥珀前去追击并消耗了太转依凶手的大部分神气，菜乃得知袭击事件后对凶手进行了治疗，未能阻止她的空与琥珀事后非常消沉。
绿川桃的出现让琥珀与菜乃的关系迎来了转机：她是草壁空在小镇郊外的龙神沼散步时遇见的太转依，因为这场相遇她吸收神气拥有了实体，并在不久后化成人形。泉户真白带着空和琥珀在龙神沼边遇见了裸体的她，将她交给了鹰千帆学院院长河合亚芽里收养。后来绿川桃因为在公园摔伤获得了菜乃的治疗，她便一路跟到了菜乃住处，龙子前去神社寻求空和琥珀的帮助，让琥珀和菜乃有了对话的机会，两人在这次对话中互相理解了对方的想法。不久小镇的结界出了问题，镇民间对幕后黑手议论纷纷，一部分居民对共存产生怀疑试图离开小镇，琥珀与空上街安抚他们，直到泉户夫妇修复了结界。
在草壁空认识泉户琥珀的一年后，矢古民町举办了名为人太祭的活动：它的理念来自一场义卖会中，太转依使用神通力变出的东西与一位丢东西的人类交换神气。这年的人太祭持续了三天时间，按照计划在最后一天下午，由西条穰一郎和“太轉依”三强之一的鵺企划，泉户琥珀、西条绯文、汤之花菜乃组成的本地偶像团体“YKT3”将进行表演。但在人太祭第三天上午的排练后，她们发现演出用的女式内裤丢失了。担任偶像团体经纪人的草壁空在河合亚芽里和绿川桃帮助下，最终从窃贼鵺手中取回了内裤，保证了演唱会的顺利进行。

## 角色
（若无特别说明）
- 若声优在遊戲的不同版本有區別，則按照PC版 / PS4、PSVita版的顺序排列。

### 主要角色
草壁空（聲優：大下孝太）
於鷹千帆市福利院成長的本作男主角。听从福利院院長的建议在矢古民町的鷹千帆學院就读。故事開始時為2年級學生。
泉戶裕理（聲優：／田谷隼）
前作男主角。八衢景玄的子孫，與真白成為夫妻，在日本各地解決人與太轉依之間的矛盾。
泉戶琥珀（聲優：夏和小／藤田茜）
誕生在矢古民町的太轉依。曾因為人與太轉依之間的矛盾而困惑着，在泉戶夫婦到達小鎮後認同他們的共存理念，便化成人類成為了泉戶夫婦的養女，故事開始時為鷹千帆學院1年級學生。在她的個人線路中，空與琥珀一同進行了結婚登記，並在引发结界故障的幕后黑手襖現身時呼籲小鎮居民保持冷靜，最終擊敗了他。
西條緋文（聲優：／石上静香）
自稱人類與太轉依的混血後代。因父母離婚父親去世被西條家收養。在鷹千帆學院1年級時，緋文因為勸阻同學吵架與空相識，故事開始時為2年級學生。在她的個人線路中，空發現緋文使用了神通力迷惑大家：她其實是純種的太轉依，為了取得人類社會的名望而化成人身。在泉戶真白等人的引導下，緋文承認了自己的錯誤。
湯之花菜乃（聲優：稀咲美海／佐佐木未來）
自幼父母雙亡、與奶奶和家附近的太轉依相依為命的少女。具有治療太轉依的能力，持有“不強迫共存，尊重太轉依選擇”的理念。為了取得因奶奶去世託管給親戚土地的繼承權，菜乃和陪伴她的太轉依龍子來到了鷹千帆學院上學，故事開始時為2年級學生。在她的個人線路中，菜乃和龍子接二連三碰到了壞事，其中最嚴重的是菜乃親戚毀約出售了被託管的土地，空和菜乃在討論後一同前往她的老家。泉戶真白得知後聯繫政府，讓這塊土地成為了國家級太轉依保護區，化解了這一危機。
泉戶真白（聲優：松田理沙／力丸乃梨子）
前作女主角之一。綺久羅美守毘賣轉生成的太轉依，曾與丈夫裕理一同奔走在各地，解決人與太轉依之間的矛盾。故事开始的5年前，泉户夫妇追擊的邪惡太轉依襖在矢古民町失去了踪迹，真白就在此建設神社居住，由裕理繼續在各地處理糾紛。在她的個人線路中，真白解決了緋文和菜乃遇到的問題並擊敗了襖，再次和裕理踏上了處理糾紛之旅。
綠川桃（聲優：／）
暱稱粉桃，“太轉依”三强之一鳳凰的眷屬，與草壁空相遇後，受到矢古民町的神氣影響化成人類的姿態。她隨後被河合亚芽里收養，在鷹千帆學院學習。在《遊魂2 -After Stories-》的綠川桃附加故事中，她因為不擅長使用電子設備與空成為了筆友。兩人在外出郊遊時遇見了想要侵佔神氣源頭的襖，聞訊趕來的真白和琥珀也不敵他，後來綠川桃以捲入神氣亂流為代價指示眾人擊敗了襖。草壁空在此事過後尋找到了桃的靈魂，並復活了她。

### 其他角色
河合亚芽里（聲優：花野香／下田麻美）
前作女主角之一。裕理的青梅竹馬，鷹千帆學院的院長，名字取自於法國電影《天使愛美麗》女主角的名字「Amélie」。
小鳥遊由美奈（聲優：青戶由羽／水橋香織）
前作女主角之一。在矢古民町擔任警察。《遊魂2 -After Stories-》中，她因為鵺變成草壁空的模樣盜竊女式內褲冤枉了空。
如月美冬（聲優：三咲里奈／伊藤静）
前作女主角之一。為了宣揚人與太轉依共存的理念和鵺在世界各地進行宣傳。
鵺（聲優：明里芽依）
“太轉依”三强之一。與美冬在世界各地宣傳人與太轉依共存的理念。在《遊魂2 -After Stories-》中，鵺與西條穰一郎共同打造了矢古民町本地偶像團體“YKT3”，但在YKT3要表演的當天，她因為喜歡表演者的女式內褲變成草壁空的模樣進行盜竊。草壁空發現這一事實後與鵺展開了追逐，最終以芭菲為交換從無錢購買點心的鵺手中拿回了內褲。
月島長介（聲優：小池竹藏／荻原秀樹）
空的同學，真实身份是被泉戶真白和裕理追擊的太轉依襖，為了尋找神氣源頭跟隨學院的老師在各地考古。在泉戶真白、泉戶琥珀和綠川桃的線路中被擊敗。
西條穰一郎（聲優：對馬芳哲）
矢古民町的名門望族，緋文的養父。在空搬进八衢神社居住后，他邀请空进行长谈，确认他是否适合成为琥珀的丈夫。
龍子（聲優：中濑雏）
“太轉依”三强之一應龍的眷屬，陪伴菜乃來到了矢古民町。菜乃對太轉依進行治療時，龍子會為她補充神氣。

## 制作
《遊魂 -Kiss on my Deity-》的Fan disc“It's happy days”发售后，该作的制作人KawausoP、监制神无月梢和编剧史方千寻在美术设定集的访谈中表示“未来将继续为该系列推出新作”，不过并没有确定的想法，此后这个计划一直被搁置到了Lump of Sugar成立十周年时。KawausoP依然担当本作的制作人，芹负责监制一职，角色原畫主要由萌木原文武負責，奏奈琴主要負責SD原畫，沖田露集负责遊戲劇本，大川茂伸、新井健史和maya三人負責游戏配乐，aporu（あぽる）负责制作人物立绘的动画，《遊魂2 -After Stories-》的监制则换成了为Lump of Sugar的《Magical Charming!》等作品编写过剧本的Tetsujin，其他主要制作人员与本篇相同。

### 企划与构思
在本作的企划阶段，KawausoP提出了“如果有什么Lump of Sugar作品的续作名字中适合有“2”的话，那应该就是遊魂”的观点，得到了其他工作人员的赞同。为了平衡新玩家和游玩过遊魂1的老玩家需求，芹将本作故事发生的时间定在了1故事发生50年后的春天，此时人与太转依共存的社会正在建设。他认为泉户夫妇一定有要孩子的想法，不过从婴儿时期培养他与作品中并不安稳的世界观结合“会让他们很辛苦”，因此将琥珀设定为泉户夫妇的养女。
本作的Fan disc《遊魂2 -After Stories-》按原计划在本作发售半年后公布，但受到其延期发售的影响，消息看起来像是在发售后不久公布的；不过原计划发售的时间，已经有工作人员完成了自己在制作本作时所负责的任务，投入到Fan disc的制作中来。KawausoP在策划它时设计了与《遊魂 -It's happy days-》相似的游戏系统，让鵺与三名新女主在剧情中产生互动，并升格綠川桃作为可攻略角色。

### 角色设计
萌木原文武在本作的企划公开前，曾担心两部作品发行间隔有8年之久，续作是否还能有前作那样的人气。不过在本作的消息公开后，他看着新老玩家的热情与期待，思考着自己从《遊魂 -Kiss on my Deity-》获得的名气，感受到了8年以来从未有过的压力。由于他自身绘画风格的变化，《遊魂2 -you're the only one-》角色衣服上的花纹图案无法和前作一样，萌木原创作时感觉到了辛苦。他依靠自己在两作发行间隔期间积累的作画经验，为前作的登场角色重新设计了在本作中的服装。对于前作的女主角们，他按照自己对“时间流逝”的感觉画大了泉戶真白的乳房，让担任警察一职的小鳥遊由美奈形象更加稳重与有地位，并为如月美冬设计了体现“能干职场”女性气质的西装，以“保持着当学生的想法”为河合亚芽里设计了类似学生制服的工作装束，在绘制鵺头上的发带时参考了《遊魂 -Kiss on my Deity-》电视动画版的设计。在设计初次登场于本作的女主角时，萌木原较早设计完毕的是湯之花菜乃，他认为“菜乃的配色很好地反映了她的个人爱好”；他以泉戶真白的女儿为基点设计了泉戶琥珀，由于对真白的执念他在创作琥珀的过程中一度停滞；他在设计西条緋文时使用了“吸引人的配色和性格”，并认为她的语音能够和前者产生反应，使緋文“在玩家面前栩栩如生”。
画师奏奈琴自《Kiss on my Deity》开始为Lump of Sugar工作。除了绘制Q版原画外，綠川桃等在本作的配角亦主要由他设计，他从一开始便确定了綠川桃标志的粉发和双丸子头。当奏听说綠川桃要在Fan disc升格为可攻略角色时非常惊讶，因为他之前除了绘制角色Q版形象外，都在为电子游戏的配角绘制形象，他对自己绘制的角色能否作为主角被玩家接受有些担心。

### 音乐
《遊魂2 -you're the only one-》的开场曲是Amazing sky，结束曲是永不结束的光辉，各角色的分支线路中亦有角色专属的插曲，如泉戶琥珀线路是春色的奇迹。这些歌曲都由Kicco演唱，水野大輔作詞、作曲和編曲。《遊魂2 -After Stories-》的开场曲和结束曲，以及本作PlayStation版新增章节“琥珀与空的离婚骚动”（こはくと空の離婚騷動）的开场曲Blue Horizon和结束曲亦延续了该制作阵容。《遊魂2 -After Stories-》另有一首插曲Love For You！，由声优组合YKT3演唱，作词，關根健太郎和清水準一作曲。
水野大輔在参与本作主题曲制作前多次与Kicco合作，他在作曲时会思考Kicco如何演唱，不过录音时Kicco有力的演唱还是超乎他的想象。相比《you're the only one》的开场曲和结束曲，水野在《After Stories》开场曲保持游魂系列的主题曲风格基础上，增加了节日氛围感；其欢快的结束曲歌曲结构亦发生了稍许改变。
负责游戏背景音乐的工作人员中，新井健史着眼于整个企划，为作品制作背景音乐和效果音。新井在制作《遊魂2 -you're the only one-》的音乐前先听了前作的音乐，然后在创作中使用吉他的音色表现摇滚乐的效果，同时融合了近年来在电子舞曲中流行的乐器要素。大川茂伸负责《遊魂2》的作曲编曲，有时会使用键盘进行演奏，他在保证《遊魂》系列的氛围下探索作曲的新方法，会使用艾薇兒·拉維尼歌曲中的吉他音色作为参考。maya主要演奏背景音乐中的乐器部分，他使用吉他为《遊魂2 -you're the only one-》中令人紧张、严肃和战斗的场景配乐。萌木原文武亦参与了《遊魂2 -After Stories-》的配乐工作，他在创作中想起自己儿时记忆裡青森县节日藝閣离场时的笛声，便吹奏竹笛作为该作中人太祭会场开放时相关场景的配乐。

### 配音
为前作女主角河合亚芽里、小鳥遊由美奈、如月美冬、泉戶真白的配音演员在遊魂2中没有被替换。其中泉戶真白的配音演员松田理沙在配音前重新听了一遍自己为《Kiss on my Deity》配的音，感受到了挑战，她对真白这个角色的理解是“奉行胡萝卜加大棒主义”。在录制真白与琥珀相处时的音频时，松田表现得小心翼翼，试图表达出“不是生母，胜似生母”的气氛；而在录制真白与裕理相处时的音频时，她试图展现真白可爱的一面。KawausoP原本亦希望前作角色鵺能够在本作中登场，但是前作中她的配音演员水镜已经引退，他因为担心玩家无法接受改变声音的鵺而作罢；不过后来他找到了一名与声线与水镜相似的配音演员，便让鵺在《遊魂2 -After Stories-》中登场。

## 发行
2015年4月24日，Lump of Sugar公布了纪念品牌成立10周年的企划，《遊魂2》和《恋想关系》《孩子的游戏》作为企划推出的作品名列其中。它在12月8日公布了游戏的全名为，并在12月21日公开了游戏官方网站，25日开始游戏盒装版的预约，早期进行预约的玩家可以获得角色泉户琥珀的复制色纸。2016年3月4日，Lump of Sugar公布了前作和本作女主角的配音员，3月18日，它公开了游戏的主题曲视频。3月25日，游戏开始了第二轮早期预约，参与该次预约的玩家可以获得角色泉户真白的复制色纸。4月8日，Lump of Sugar宣布游戏通过网络下载的试玩版将于4月15日公开。游戏原计划于2016年5月27日发售，但因为创作团队认为原有的开发工期不足以将他们的新想法加入游戏中，发售日期便延迟到了9月23日。为了弥补推迟所带来的影响，Lump of Sugar于7月29日开启了第三轮早期预约，参与该次预约的玩家可以获得一张角色泉户琥珀的复制色纸，该色纸与第一轮早期预约的色纸不同。实体版在9月23日如期发售，DMM.com在2017年2月3日推出了本作的付费下载版。
2016年，Lump of Sugar成为了为大中华区发行日本美少女游戏的企业HIKARI FIELD第一个合作开发商，双方在讨论后决定发行的第一个作品为《游魂2 -you're the only one-》的中文版。9月25日，HIKARI FIELD在视频网站bilibili公布了带有中文字幕的《遊魂2 -you're the only one-》开场动画视频，宣布代理发行本作的简体中文和繁体中文版。本作的中文付费下载版2016年12月9日在Steam发售。HIKARI FIELD后续于2017年7月14日至8月4日在众筹网站摩点发起众筹，参与众筹的玩家可以选择不同的众筹方案，购买游戏本体在Steam的兑换码和不同的游戏周边产品。
2016年11月21日，Lump of Sugar公开了本作Fandisc《遊魂2 -After Stories-》的官方网站，游戏的盒装版与下载版在2017年4月28日同步发售。5月12日，Lump of Sugar在游戏官方网站放出了它的修正补丁，修正了部分音频、图像和错别字。
2018年5月31日，发行商ENTERGRAM表示将于9月27日发布《遊魂2 -you're the only one-》的PlayStation Vita和PlayStation 4版，同日公开了它的官方网站。相关版本对电脑版的剧情进行大幅度的修改，增加了关于草壁空与泉户琥珀的新故事，还增加了新的电脑图像、主题曲等内容。ENTERGRAM在6月7日公开了登场角色的声优，7月19日在YouTube上公布了它的新预告片，9月14日发布了游戏的免费试玩版。

## 评价
| 部门 | 排行          | 获得票数 | 备注 |
| ---- | ------------- | -------- | ---- |
| 综合 | 16            | 16       | 并列 |
| 剧本 | 15            | 19       |      |
| 角色 | 7（泉户真白） | 20       | 并列 |

《遊魂2 -you're the only one-》在开售后登上了各大平台的美少女游戏销量排行榜——它在杂志《BugBug》、日本ACG相关商品销售网站Getchu屋首次登上月度排行榜时均夺得第2位。而在2016年度销量排行榜中，本作在Getchu屋排行第12位，在《BugBug》排行第10位。本作的PlayStation Vita版在发售后3日的销量为1373份。《遊魂2 -After Stories-》则在开售后夺得《BugBug》月度排行榜第3位，Getchu月度排行榜第4位。
本作的美术得到了媒体评论员普遍称赞。《BugBug》的赞赏中萌木原文武绘制的角色各具魅力，色情场景也“实用”，这其中最喜欢泉户琥珀。《二次元狂热》的sionava则认为本作角色的动态立绘和其他演出效果，配合萌木原文武的作画较好地渲染了气氛。本作剧情则被指出有所不足。认为本作剧情有一些空洞，对于没有绿川桃的分支路线剧情感到遗憾，不过亦指出琥珀分支路线的剧情最能体现本作“人与太转依共存”的主题。后来他游玩了具有绿川桃为主角附加故事的《遊魂2 -After Stories-》，其中草壁空和桃从笔友到恋人的剧情，带给他一种旧时恋爱的别样风情，只是这段剧情便足以回应他的期待。sionava则指出本作故事略短，除去泉户真白线路外其他三位女主的分支路线剧情不算丰盛；不过他认为她们的分支剧情依然拥有“自己的特点和侧重”，前代女主也很好地融入到了故事中。
本作中文版在Steam发售后，中国大陆区的价格最初为人民币150元，2017年5月降价到了99元，面对降价部分玩家却给出了差评。时任触乐编辑钱坤一将这种现象与同时期《尼尔：自动人形》涨价引发玩家差评进行了对比，分析相关玩家评论和发行商态度后，他认为发行商在发行这款游戏时给出了“难得的诚意”，Steam中国区玩家给出差评的原因并非该版本的游戏质量出现了问题，真正的原因应该是降价让之前购买游戏的玩家心理不平衡，亦违背了另一部分玩家追求游戏打折力度的心理。
玩家投票方面，《遊魂2 -you're the only one-》在Getchu屋被票选为发售当月第3佳的美少女游戏，亦在当月的萌系游戏大赏月间赏中排行第6。在杂志《BugBug》举办、读者投票的2016年度美少女游戏排行榜上，它获得综合部门第16名，剧本部门第15名，泉户真白获得角色部门的7位。《遊魂2 -After Stories-》则在发售当月的萌系游戏大赏月间赏中排行第8。

## 外部連結
- 官方网站：PC版、PS4和PSV、After Stories